# Csisztoozjornojei járás

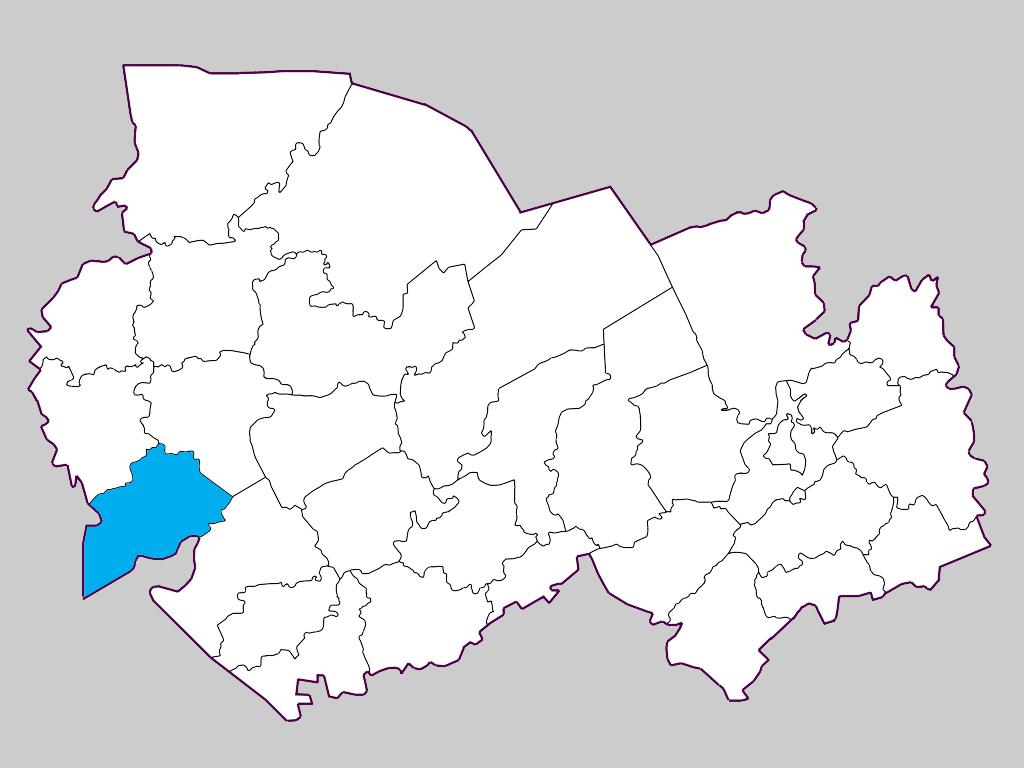
A Csisztoozjornojei járás a Novoszibirszki területen

A Csisztoozjornojei járás (oroszul Чистоозёрный район) Oroszország egyik járása a Novoszibirszki területen. Székhelye Csisztoozjornoje.

## Népesség
- 1989-ben 24 126 lakosa volt.
- 2002-ben 22 444 lakosa volt.
- 2010-ben 19 603 lakosa volt, melyből 18 045 orosz, 669 német, 209 kazah, 124 ukrán, 95 tatár, 76 fehérorosz, 39 cigány, 32 mari, 25 örmény, 18 tadzsik, 16 baskír, 14 moldáv, 13 azeri, 11 udmurt, 10 mordvin stb.